# Liste der Baudenkmale in Gevensleben
In der Liste der Baudenkmale in Gevensleben sind die Baudenkmale der niedersächsischen Gemeinde Gevensleben und ihrer Ortsteile aufgelistet. Der Stand der Liste ist der 4. Dezember 2022. Die Quelle der Baudenkmale ist der Denkmalatlas Niedersachsen.

## Allgemein
In den Spalten befinden sich folgende Informationen:
- Lage: die Adresse des Baudenkmales und die geographischen Koordinaten. Kartenansicht, um Koordinaten zu setzen. In der Kartenansicht sind Baudenkmale ohne Koordinaten mit einem roten Marker dargestellt und können in der Karte gesetzt werden. Baudenkmale ohne Bild sind mit einem blauen Marker gekennzeichnet, Baudenkmale mit Bild mit einem grünen Marker.
- Bezeichnung: Bezeichnung des Baudenkmales
- Beschreibung: die Beschreibung des Baudenkmales. Unter § 3 Abs. 2 NDSchG werden Einzeldenkmale und unter § 3 Abs. 3 NDSchG Gruppen baulicher Anlagen und deren Bestandteile ausgewiesen.
- ID: die Objekt-ID des Baudenkmales
- Bild: ein Bild des Baudenkmales, ggf. zusätzlich mit einem Link zu weiteren Fotos des Baudenkmals im Medienarchiv Wikimedia Commons. Wenn man auf das Kamerasymbol klickt, können Fotos zu Baudenkmalen aus dieser Liste hochgeladen werden:

## Gevensleben

### Gruppe: Pfarrweg 4, 5
Die Gruppe hat die ID 32627996. Kleine und überwiegend in Fachwerk errichtete Baugruppe des 18. Jh. mit Wohnhaus, Nebenwohnhaus und einer barocken Toreinfahrt.

| Lage                                   | Bezeichnung | Beschreibung | ID       | Bild |
| -------------------------------------- | ----------- | --- | -------- | ---- |
| Pfarrweg 5 52° 4′ 34″ N, 10° 49′ 28″ O | Wohnhaus    | | 32641327 | BW   |
| Pfarrweg 4 52° 4′ 35″ N, 10° 49′ 28″ O | Wohnhaus    | | 32641309 | BW   |
| Pfarrweg 4 52° 4′ 35″ N, 10° 49′ 27″ O | Toreinfahrt | Barocke Toreinfahrt aus Kalkstein–Mauerwerk mit zwei verkröpften Pfeilern mit Volutenkapitellen und stark profilierten Kranzgesims, obere Abschluss mit Vasenschmuck. Nördlich ein Durchgang mit profilierten Pfeilern mit Kapitell–Steinen und Sturz, Mauer in Bruchsteinmauerwerk, volutenverzierten Abdeckplatten. Torflügel in Holzlatten. | 32690039 | BW   |

### Gruppe: Watenstedter Straße 4, 5
Die Gruppe hat die ID: 32627909.

| Lage                                              | Bezeichnung        | Beschreibung | ID       | Bild |
| ------------------------------------------------- | ------------------ | --- | -------- | ---- |
| Watenstedter Straße 4 52° 4′ 37″ N, 10° 49′ 23″ O | Wohnhaus           | Zweigeschossiger Ziegelbau auf niveauausgleichendem Kellersockel aus Rogenstein unter flachem Walmdach, Deckung mit Frankfurter Pfannen. Nordseitig ein achsenmittiger Risalit mit Balkon und Ziergiebel am Zwerchhaus. Gequaderte Gebäudeecken, Gesimse und Fensteröffnungen mit Einfassungen in Betongussstein (Natursteinimitat) im Stile der Neorenaissance. Rückwärtig Hauptzugang mit verglastem Außenwindfang hinter Freitreppe mit gusseisernem Geländer. | 32642278 | BW   |
| Watenstedter Straße 5 52° 4′ 37″ N, 10° 49′ 25″ O | Wohnhaus           | Zweigeschossiger, unterkellerter Fachwerkbau auf Natursteinsockel unter Schopfwalmdach in Krempziegeldeckung. Symmetrisches Fachwerkgefüge mit als Profilschwelle ausgestaltetem Gebälk und Ziegelsichtausfachung. Nordseite in Schieferbehang in altdeutscher Deckung. | 32642261 | BW   |
| Watenstedter Straße 5 52° 4′ 36″ N, 10° 49′ 25″ O | Wirtschaftsgebäude | Am Wohnhaus nach Süden hin anschließende Zweiflügelanlage. Östlich eine massive Stallscheune mit zwei hofseitigen Ladeluken. Unter Verwendung alter Bauteile (Ende des 19. Jh.) 1945 erneuert. Südlicher Stall als L-förmiges Fachwerkgebäude auf Natursteinsockel mit Werksteinquader-Oberschicht unter Satteldach in Krempziegeldeckung. Eichenfachwerk mit Ziegelsichtausfachung, zur Westseite Krempziegelbehang.                                             | 32640877 | BW   |
| Watenstedter Straße 4 52° 4′ 37″ N, 10° 49′ 23″ O | Pferdestall        | Eineinhalbgeschossiger, langgestreckter Fachwerkbau auf Werksteinquadersockel unter Satteldach mit Frankfurter Pfannen. Erdgeschoss massiv unterfangen, Obergeschoss in Eichenfachwerk mit Ziegelsichtausfachung, mittig ein Ladeerker. | 32640894 | BW   |

### Einzelbaudenkmale
| Lage                                                  | Bezeichnung         | Beschreibung | ID       | Bild           |
| ----------------------------------------------------- | ------------------- | --- | -------- | -------------- |
| Im Winkel 5 52° 4′ 35″ N, 10° 49′ 13″ O               | Wohnhaus            | Stattlicher zweigeschossiger Fachwerkbau auf verputztem Natursteinsockel mit Oberschicht aus großen Werksteinblöcken unter Schopfwalmdach in Ziegelpfannendeckung. EG im Norden Massiv, im Süden Eingang mit Vordach und zweiläufiger Treppe mit Hochpodest. Symmetrisches Fachwerkgefüge mit Ausfachungen in Ziegelziersetzungen mit Sinnbildern. Zum Süden breites Zwerchhaus mit Rundfenster im Tympanon. Südlich im Sockel ein Inschriftenstein mit Laubkranz und der Datierung „1803“.                                                   | 32641234 | BW             |
| Mittelweg 1 52° 4′ 36″ N, 10° 49′ 21″ O               | Wohnhaus            | Zweigeschossiger, traufständiger Fachwerkbau auf Naturstein–Kellersockel unter Schopfwalmdach in Krempziegeldeckung. Im EG achsenmittiger Eingang hinter zweiläufiger Sandstein-Freitreppe mit Hochpodest. Unregelmäßiges Fachwerkgefüge mit gekuppelten Ständern sowie einer Ziegelsichtausfachung, teilweise mit Ziersetzung, in den Brüstungen einzelne Fußstreben. Östliche Giebelseite mit Krempziegelbehang. Rückwärtig Erdgeschossfassade in Ziegelmauerwerk, OG Fachwerk mit Lehmsteinausfachung unter Putz.                          | 32641271 | BW             |
| Mittelweg 2 52° 4′ 36″ N, 10° 49′ 24″ O               | Wohnhaus            | Zweigeschossiger, teilunterkellerter Fachwerkbau auf verputztem Natursteinsockel unter Satteldach in Krempziegeldeckung. Fachwerkgefüge mit gekuppelten Ständern, einfacher Verriegelung, K-streben und verputzter Lehmsteinausfachung. Obergeschoss vorkragend über profiliertem Gebälk, im Westen mit Krempziegelbehang. | 32641290 | BW             |
| Pfarrweg 52° 4′ 30″ N, 10° 49′ 24″ O                  | St. Johannis–Kirche | Saalkirche in geschlämmten Natursteinmauerwerk unter Satteldach mit Westturm. Langhaus mit werksteingefassten Rundbogenfenstern sowie geradem Chorschluss. Eingezogener Westturm mit Eckquaderung und nördlichem Eingang, EG mit gekuppelten Fenstern und im OG mit großen Rundbogenfenstern, schiefergedecktes Pyramidendach mit Laterne, darin Schallarkaden, darauf Knickhelm mit Knauf und Wetterfahne. Im Inneren ein Holztonnengewölbe sowie im Fußboden eingelassene Grabsteine des 17. Jh., an den Außenmauern Epitaphien des 17. Jh. | 32641499 | Weitere Bilder |
| Schulberg 7 52° 4′ 32″ N, 10° 49′ 24″ O               | Ehem. Schule        | Zweigeschossiger, traufständiger Fachwerkbau auf Natursteinsockel unter Halbwalmdach in Ziegelpfannendeckung. Achsenmittiger Eingang, Fachwerkgefüge mit dreifeldigen Streben und Ziegelsichtausfachung, Nordseite in Blechplattenbehang. Westliche Giebelseite in Ziegelbehang. Östlich ein späterer Anbau als zweigeschossiger Ziegelbau mit Segmentbogenöffnungen und Walmdach. Vorplatz mit Rogenstein-Pflasterung. | 32641448 | BW             |
| Watenstedter Straße 6 / 7 52° 4′ 39″ N, 10° 49′ 26″ O | Doppelwohnhaus      | Zweigeschossiger, traufständiger Fachwerkbau auf Natursteinmauerwerk unter Schopfwalmdach in Krempziegeldeckung. Außermittige Hauseingänge, OG leicht vorkragend über einem profilierten Gebälk. Einfaches verriegeltes symmetrisches Fachwerk mit verputzter Lehmstakung. Westgiebel mit Krempziegelbehang. Ostgiebel im EG massiv ersetzt, EG nördlich im geschlämmten Natursteinmauerwerk. | 32641553 | BW             |

## Watenstedt

### Gruppe: Bahnhofstraße 1, 2, 3, 4
Die Gruppe hat die ID 32628044. Ortsbildwirksame Gruppe regional typischer mehrseitiger Hofanlagen mit tw. in Fachwerk, tw. in Bruchstein errichteten Wohn- und Wirtschaftsgebäuden überwiegend aus dem 19. Jh.

| Lage                                       | Bezeichnung        | Beschreibung | ID       | Bild |
| ------------------------------------------ | ------------------ | --- | -------- | ---- |
| Bahnhofstraße 1 52° 5′ 16″ N, 10° 50′ 5″ O | Wirtschaftsgebäude | Zweigeschossiger, abgewinkelter Bau unter Satteldach in Ziegelpfannendeckung. EG massiv mit straßenseitiger Natursteinmauer und südlich Ziegelmauerwerk, OG in Fachwerk mit verputzter Ausfachung. Im Ostflügel ein kleiner Mauerdurchlass unter Segmentbogen in Werkstein für die Pforte neben dem großen Torbogen der Hofzufahrt. | 32640775 | BW   |
| Bahnhofstraße 1 52° 5′ 15″ N, 10° 50′ 6″ O | Scheune            | Scheune auf der Südseite des Hofes, durch das abgewinkelte Satteldach (Hohlpfannen) mit den anderen Wirtschaftsgebäuden in baulichen Zusammenhang. Südwand in Naturstein, sonst Fachwerk, am Westgiebel Ausfachung in Ziegel, Nordwand zum Teil verputzt. | 32640928 | BW   |
| Bahnhofstraße 2 52° 5′ 15″ N, 10° 50′ 6″ O | Wohnhaus           | Zweigeschossiger unterkellerter Fachwerkbau auf hohen verputzten Kellersockel unter Satteldach mit Frankfurter Pfannen. Im EG massives Bruchsteinmauerwerk im Norden und Ostgiebel. Zur Südseite eine zweiläufige Eingangstreppe aus Naturstein mit gusseisernen Gitter, außermittiger Zugang mit Vordach. Symmetrisches Fachwerkgefüge mit gekuppelten Ständern und zweifeldigen Streben, gestrichene Ziegelausfachungen. Westgiebel mit Krempziegeln teilbehangen. | 32642227 | BW   |
| Bahnhofstraße 2 52° 5′ 15″ N, 10° 50′ 5″ O | Pferdestall        | Zweigeschossiger Bau unter Satteldach in Krempziegeldeckung. Nordseite als Wandständerbau mit Lehmstakung, zum Hof hin wohl ehemals als Stockwerksbau. Obergeschoss teils Ziegel, teils Lehmausfachung, Erdgeschoss in Ziegelmauerwerk. Im OG zur Südseite eine hölzerne Galerie, Holzstiege zum Bodenraum. | 32640996 | BW   |
| Bahnhofstraße 2 52° 5′ 14″ N, 10° 50′ 5″ O | Kuhstall           | Auf der Westseite des Hofes, zweigeschossiger Fachwerkbau auf niedrigen Natursteinsockel unter Satteldach in Krempziegeldeckung. Erdgeschoss teils massiv in Ziegelmauerwerk ersetzt. Auf den auskragenden Deckenbalken über dem EG, einige noch von Kopfstreben gestützt, hölzerne Galerie vor dem Bodenraum. Brüstung mit Andreaskreuzen zum Teil noch erhalten, Holzstiege.                                                                                       | 32641149 | BW   |
| Bahnhofstraße 52° 5′ 14″ N, 10° 50′ 6″ O   | Nebengebäude       | Straßenseitiger, zweigeschossiger Bau mit Drempel unter Satteldach in Krempziegeldeckung. Oben Fachwerk mit Ziegelausfachung auf massiven Unterbau und Naturstein. Funktionsbau als Schuppen, Garage und Strohboden. | 32640843 | BW   |
| Bahnhofstraße 3 52° 5′ 14″ N, 10° 50′ 9″ O | Wirtschaftsgebäude | Stallgebäude mit Kornlager im OG und Arbeiterwohnung im Westteil. Zweigeschossiger Bau unter Walmdach in Krempziegeldeckung. Massiver Unterbau, zum Teil nach 1945 durch Ziegel ersetzt, im OG Fachwerk mit roter Ziegelausfachung. Auf der Südseite Nische mit ehemaliger Galerie im OG, Hauptpfosten mit profilierten Kopfstreben, Geländer aus balusterähnlichen Profilhölzern, das EG in der Fassadenebene mit Arkadenausbildung (Korbbogen).                    | 32640826 | BW   |

### Gruppe: Historischer Ortskern Watenstedt
Die Gruppe hat die ID 32628057. Ortszentrale geschlossene Gruppe mehrseitiger Hofanlagen mit tw. in Fachwerk, teils massiv erbauten Wohn- und Wirtschaftsgebäuden des 18. und 19. Jh.

| Lage                                         | Bezeichnung        | Beschreibung | ID       | Bild           |
| -------------------------------------------- | ------------------ | --- | -------- | -------------- |
| Jerxheimer Weg 4 52° 5′ 13″ N, 10° 50′ 11″ O | Wohnhaus           | Zweigeschossiger teilunterkellerter Fachwerkbau (mit verputzten Gefachen) sowie massivem verputztem Ostgiebel auf Natursteinsockel in Bruchsteinmauerwerk und Rogensandstein unter Halbwalmdach in Krempziegeldeckung. Leicht außermittiger Hauptzugang hinter Freitreppe, symmetrisches Fachwerkgefüge mit zweifeldigen Streben und gekuppelten Ständern, verputzte Gefache. Westgiebel verkleidet. | 32641706 | BW             |
| Jerxheimer Weg 4 52° 5′ 13″ N, 10° 50′ 12″ O | Stallanbau         | Zweigeschossiger Stall in Ziegelbauweise auf Natursteinsockel mit Fachwerkdrempel unter Satteldach in Krempziegeldeckung. Hofseitige Wirtschaftsöffnungen, Süd- und Westwand in Natursteinquadermauerwerk. | 32691117 | BW             |
| Ringstraße 1 52° 5′ 14″ N, 10° 50′ 11″ O     | Wohn-/ Gasthaus    | Ehemalige Gaststätte „Zur Linde“. Zweigeschossiger, teilunterkellerter Fachwerkbau auf Natursteinsockel aus Bruchsteinmauerwerk und Rogensandstein unter Halbwalmdach in Krempziegeldeckung. Ostgiebel massiv und verputzt, Westgiebel mit Verkleidung. Fachwerkgefüge mit zweifeldigen Sterben und verputzter Ausfachung. In westlicher Verlängerung sowie an der Südseite ein Saalanbau in Fachwerk aus der zweiten Hälfte des 19. Jh. | 32641783 |                |
| Ringstraße 2 52° 5′ 15″ N, 10° 50′ 12″ O     | Wirtschaftsgebäude | Westflügel im Unterbau in Naturstein–Schichtmauerwerk, Oberbau zur Hofseite in Fachwerk mit Ziegelausfachung, Süd- und Westseite in Ziegelmauerwerk. Scheitrechte Fensteröffnungen im EG, im OG mit Segmentbögen. Nordflügel im First höher als Ziegelbau auf Natursteinsockel. Satteldächer mit Ziegelpfannendeckung. Zur Westseite Pferdestall, im Norden ein Mehrzweckbau. | 32640809 | BW             |
| Ringstraße 2 52° 5′ 13″ N, 10° 50′ 15″ O     | Wirtschaftsgebäude | Hufeisenförmige Dreiflügelanlage, an der westlichen Giebelseite des Wohnhauses andockend. Fachwerkbau auf Natursteinsockel, teils mit Massivunterbau auf Naturstein. Zur Ostseite zwei Torbogen, eines nachträglich zugesetzt. Funktionen der Flügel in zwei Scheunen, einen Stall und einen Schweinestall unterteilt. | 32640962 | BW             |
| Ringstraße 2 52° 5′ 14″ N, 10° 50′ 14″ O     | Wohnhaus           | Zweigeschossiger unterkellerter Fachwerk–/ Massivbau auf Sandsteinsockel unter Satteldach mit Frankfurter Pfannen, nach Westen halb abgewalmt. Achsensymmetrischer südlicher Hauptzugang hinter Freitreppe, 13-achsige Fassade, Fachwerkgefüge mit gekuppelten Ständern sowie einer verputzten Ausfachung, in der Mitte ein breites Zwerchhaus mit Schweifgiebel. Am Ostgiebel eine Brandwand aus Ziegelmauerwerk, zur Nord- und Westseite Fachwerk–Oberbau auf Naturstein–Unterbau mit Eckquaderung, Öffnungen dort in Werksteineinfassungen. Im Norden Majuskelinschrift im Türsturz mit der Datierung „1802“. | 32642193 | BW             |
| Ringstraße 3 52° 5′ 15″ N, 10° 50′ 12″ O     | Wohnhaus           | Sitz des Heimatmuseums Heesebergmuseum. Zweigeschossiger Fachwerkbau auf vorspringendem Natursteinquadersockel unter Halbwalmdach in Krempziegeldeckung. Zur Südseite ein achsenmittiger Zugang hinter kleiner Freitreppe, in der alten Tür ein abgeteiltes Oberlicht mit Vierpass und der Jahreszahl „1850“, achsensymmetrisches Fachwerkgefüge mit zweifeldigen Streben und Ziegelsichtausfachung. | 32642176 | Weitere Bilder |
| Ringstraße 3 52° 5′ 15″ N, 10° 50′ 11″ O     | Wirtschaftsgebäude | Südwestlicher Wirtschaftsflügel in Fachwerkbauweise auf Natursteinsockel unter Schopfwalmdach in Ziegelpfannendeckung. Fachwerkgefüge mit dreifeldigen Streben, verputzte Ausfachung. Straßenseitig ein kleinerer Fachwerkbau unter Satteldach als Riegel mit Südwand in Natursteinmauerwerk. | 32640792 | BW             |
| Ringstraße 3 52° 5′ 15″ N, 10° 50′ 11″ O     | Wirtschaftsgebäude | | 32640945 | BW             |
| Ringstraße 4 52° 5′ 16″ N, 10° 50′ 12″ O     | Wohnhaus           | Eingeschossiger Fachwerkbau auf Bruchsteinsockel unter Schopfwalmdach in Krempziegeldeckung. Symmetrisches Fachwerkgefüge mit gestrichener Ziegelausfachung. Ehemaliges Arbeiterwohnhaus. | 32641834 | BW             |
| Ringstraße 6 52° 5′ 17″ N, 10° 50′ 14″ O     | Wohnhaus           | Zweigeschossiger, teilunterkellerter Fachwerk–/Massivbau auf Natursteinsockel unter Halbwalmdach in Deckung mit Frankfurter Pfannen. Massive Bruchsteinwände im Erdgeschoss an den Giebelseiten und an der Nordseite, dort teils mit vorgeblendeter und verputzter Ziegelmauerschale. Leicht vorkragendes OG über profiliertem Gebälk, im OG Andreaskreuze im Brüstungsbereich, die Eckaussteifung mit K-Streben. Verputzte Ausfachungen. | 32642244 | BW             |
| Ringstraße 6 52° 5′ 16″ N, 10° 50′ 13″ O     | Wirtschaftsgebäude | Ehemalige Stallscheune als Massivbau unter Satteldach in Krempziegeldeckung. Längsseiten nach Umbau 1950 in Ziegelsichtmauerwerk, Giebelseiten in Natursteinmauerwerk. Östlich ein Rundbogentor mit Werksteinen und exaktem Fugenschnitt, Schlussstein mit Relief, Durchgangspforte in Werksteinen gefasst, ebenfalls mit Schlussstein mit Relief. | 32640860 | BW             |
| Ringstraße 8 52° 5′ 15″ N, 10° 50′ 14″ O     | Kuhstall           | Eineinhalbgeschossiger Ziegelbau auf Sandsteinsockel unter Satteldach in Krempziegeldeckung. Hofseitig ein kleines Zwerchhaus mit Fachwerkgiebel und Ladeluke. Am nördlichen Giebeldreieck Ziegelschränkschichten. Im Giebelfeld ein figürliches Relief, Taubenhausgiebel aus vorgekragten Ziegeln. Im Norden ebenfalls mit einer Tordurchfahrt mit Rundbogen sowie einem Mauerlauf baulich verbunden. | 32640758 | BW             |
| Ringstraße 8 52° 5′ 15″ N, 10° 50′ 16″ O     | Wohnhaus           | Zweigeschossiger unterkellerter Naturstein–Massivbau auf knapp vorspringendem Natursteinsockel unter Halbwalmdach in Deckung mit Frankfurter Pfannen. Mauerwerk in hellgrauen Sandstein-Werksteinquadern, an der Nordseite und Ostgiebel Bruchsteinmauerwerk mit Quaderung der Gebäudekanten. Neuer hofseitiger Eingangsvorbau und altanähnlicher Vorbau in Nord-Osten. | 32642142 | BW             |
| Ringstraße 8 52° 5′ 14″ N, 10° 50′ 17″ O     | Scheune            | Massives Scheunengebäude aus Sandstein mit z.T. Bruchsteinmauerwerk auf L-förmigen Grundriss unter abgewinkelten Satteldach in Krempziegeldeckung. Zwei Einfahrten zum Gipsmühlenweg —eine zugesetzt— in gedrückten Rundbögen und Werksteineinfassung mit Fugenschnitt und Schlussstein mit Ornament. In Höhe des südlichen Bogenscheitels Inschriftentafeln mit Datierungen auf das Jahr „1821“, links davon ein Fußgängerdurchgang in Werksteineinfassung. Im Scheuneninneren im Durchfahrtsbereich z. T. Fachwerk mit Lehmsteinausfachungen.                                                                  | 32640911 | BW             |
| Ringstraße 8 52° 5′ 14″ N, 10° 50′ 16″ O     | Wirtschaftsgebäude | Kuh-/Pferdestall als zweigeschossiger Bau unter Schopfwalmdach in Krempziegeldeckung. Massiver Unterbau in Bruchsteinmauerwerk, Oberbau in Fachwerk mit verputzten Gefachen. An Ost- und Westgiebel ein Krempziegel-Teilbehang. | 32641064 | BW             |
| Ringstraße 10 52° 5′ 17″ N, 10° 50′ 18″ O    | Wohnhaus           | Westlich der Hofanlage stehendes entkoppeltes Wohnhaus als zweigeschossiger unterkellerter Ziegelbau auf Rogensteinsockel unter flach geneigtem Walmdach. Fenstergefüge in klassizistischer Putzeinfassung, geschosstrennendes Gurtgesims, oben Kranzgesims. Dreiachsige Westfassade überhöht als Schauseite mit angedeuteten Mittelrisalit und gekuppelten Fenstern. Hofseitiger Zugang hinter modernem Eingangsvorbau. | 32641920 | BW             |

### Gruppe: Schulstraße 2
Die Gruppe hat die ID 32628080. Mit der Ortsgeschichte verbundenes Pfarrgehöft mit Wohnhaus und Stallscheune des 18. Jh.

| Lage                                      | Bezeichnung | Beschreibung | ID       | Bild |
| ----------------------------------------- | ----------- | --- | -------- | ---- |
| Schulstraße 2 52° 5′ 18″ N, 10° 50′ 19″ O | Pfarrhaus   | Zweigeschossiger, teilunterkellerter Fachwerkbau mit südlichen Sandstein–Kellersockel mit Ziegelausfachung unter Walmdach (zum Osten Halbwalm) in Ziegelpfannendeckung. EG nördlich nachträglich mit Ziegelmauer massiv unterfangen. Fachwerkgefüge mit roter Ziegelausfachung und K-streben, EG höher als das OG, Gebälk mit gerundeten Balkenhölzern. Kellerfenster in Ziegeleinfassung. | 32642008 |      |
| Schulstraße 2 52° 5′ 18″ N, 10° 50′ 18″ O | Stall       | Eingeschossiger, langgestreckter Naturstein-Massivbau aus Bruchsteinmauerwerk, teils auf abgesetztem Putzsockel, unter steilem Satteldach in Ziegelpfannendeckung. Giebelwände in Ziegelmauerwerk mit Teilen des vormaligen Fachwerks. Fenster und Türöffnungen an den Traufseiten mit schweren Sandsteinbarren gefasst.                                                                   | 32642025 | BW   |

### Einzelbaudenkmale
| Lage                                    | Bezeichnung | Beschreibung | ID       | Bild           |
| --------------------------------------- | ----------- | --- | -------- | -------------- |
| Kirchstraße 52° 5′ 21″ N, 10° 50′ 21″ O | Kirche      | Kirche St. Stephan Watenstedt Saalkirche mit zweijochigen Langhaus und eingezogenem Chor aus Bruchsteinmauerwerk unter Satteldach, Westturm auf quaderförmigen Grundriss mit Walmdach. Langhaus und Chor mit großen werksteingefassten Rundbogenfenstern, Chor mit halbrunder Apis mit kupfergedecktem Kegeldach sowie kleinen Rundbogenfenstern, an den östlichen Gebäudeecken Strebepfeiler. Westturm in Bruchsteinmauerwerk mit Abseiten unter Pultdach und Westeingang mit Segmentbogen, im Turmschaft Lichtfenster, Gebäudeecken durch Quaderungen hervorgehoben. Glockenstuhl mit spitzbögigen Schallarkaden, zur Südseite eingelassene Uhr, das ziegelpfannengedeckte Walmdach besitzt eine Schlagglocke. | 32641743 | Weitere Bilder |